# Tolga Sarıtaş
Tolga Sarıtaş (ur. 30 maja 1991 w Stambule) – turecki aktor telewizyjny, teatralny i filmowy. 

## Życiorys

### Wczesne lata
Urodził się i wychował w Stambule. Mając osiem lat został zapisany na kurs teatralny i odtąd występował w amatorskich przedstawieniach. Jako nastolatek w liceum Aslen Sivaslıdır założył zespół z kolegami, w którym był perkusistą i gitarzystą. Trzy razy w tygodniu koncertowali w lokalnym barze. Po ukończeniu szkoły średniej, zatrudnił się w teatrach: Sarıtaş, Esenyurt Belediye Tiyatrosu w Zeytindali. 

### Kariera
W wieku osiemnastu lat zadebiutował na ekranie w filmie Bahtı Kara (2009). Jednocześnie studiował zaocznie geografię. W serialu Wspaniałe stulecie (Muhteşem Yüzyıl, 2013-2014) pojawił się jako książę Dżihangir, ostatnie dziecko Hürrem i sułtana Süleymana, najbardziej nieszczęśliwe, niepełnosprawne, garbate, które zmarło mając 22 lata. 
Uznanie tureckich telewidzów zdobył jako Ali Mertoğlu w serialu Córki słońca (Güneşin Kızları, 2015-2016). W kolejnych latach wystąpił w głównej roli w filmie Kötü Çocuk oraz w serialach Söz i Ferhat ile Şirin.

## Nagrody i nominacje
| Rok  | Nagroda                                | Kategoria                                                  | Rezultat  |
| ---- | -------------------------------------- | ---------------------------------------------------------- | --------- |
| 2015 | Ayaklı Gazete Ödülleri                 | Najlepszy aktor                                            | Nominacja |
| 2015 | Türkiye Gençlik Ödülleri               | Najlepszy aktor                                            | Nominacja |
| 2016 | 11. Makinist Medya Sanat Spor Ödülleri | Najbardziej popularne nazwisko w mediach społecznościowych | Nominacja |
| 2016 | 23.İTÜ EMÖS Başarı Ödülleri            | Najlepszy aktor                                            | Wygrana   |
| 2016 | Ankara Hukuk Ceride-i Kantar           | Najlepszy aktor                                            | Wygrana   |
| 2016 | Sabancı Universiteti Lacivert Ödülleri | Najlepszy aktor                                            | Wygrana   |

## Filmografia

### Filmy
| Rok  | Tytuł              | Rola       |
| ---- | ------------------ | ---------- |
| 2009 | Bahtı Kara         | Berk       |
| 2011 | Kaledeki Yalnızlık | Feyyaz     |
| 2017 | Kötü Çocuk         | Meriç Tuna |

### Telewizja
| Rok       | Tytuł                   | Rola            |
| --------- | ----------------------- | --------------- |
| 2011      | Sen de Gitme            | Mert            |
| 2012      | Arka Sokaklar           | Doğan           |
| 2013      | Öyle Bir Geçer Zaman Ki | Mert            |
| 2013      | 20 Dakika               | Ferdi           |
| 2013–2014 | Wspaniałe stulecie      | Książę Cihangir |
| 2014      | Benim Adım Gültepe      | Murat           |
| 2015–2016 | Güneşin Kızları         | Ali Mertoğlu    |
| 2015      | Büyük Sürgün Kafkasya   | Cemil           |
| 2017–2019 | Söz                     | Yavuz Karasu    |
| 2019      | Ferhat ile Şirin        | Ferhat          |
| 2020      | Yarim Kalan Aşkları     | Ozan            |
| 2020      | Arıza                   | Ali Rıza        |